# 布纹鬘螺
布纹鬘螺（学名：Phalium decussatum），是异足目唐冠螺科鬘螺属的一种。主要分布于印度尼西亚、中国大陆、台湾，常栖息在浅海砂底、潮下带。